# Alberto II de Meissen
Alberto II, Marquês de Meissen (1288–1307) e Frederico I, Marquês de Meissen (1307–1324); Fürstenzug, Dresden, Alemanha
brasão
Alberto II, o Degenerado, também conhecido como o Indisciplinado (em alemão: Albrecht II., der Entartete) (Meissen, 1240 — Erfurt, 20 de novembro de 1314, segundo outras fontes, em 13 de novembro de 1314 ou em 1315), da dinastia Wettin, foi inicialmente conde da Turíngia e, mais tarde, também marquês de Meissen.

## Biografia
Alberto nasceu como filho mais velho de Henrique, o Ilustre, marquês de Meissen e de Constança da Áustria. Com a divisão de terras realizada por seu pai em 1265, Alberto recebeu a Turíngia e o condado palatino da Saxônia, tornando-se conde da Turíngia. Seu irmão Teodorico recebeu o marquesado de Landsberg e a região de Osterland, enquanto o próprio pai permaneceu na posse do marquesado de Meissen e do marquesado da Lusácia como um poder formal sobre seus filhos.
Na juventude, Alberto ficou noivo de Margarida, filha do imperador Frederico II, que era também Rei da Sicília, e de Isabel da Inglaterra, e o casamento provavelmente foi realizado em junho de 1255. Como dote, Pleissnerland, uma região histórica no oeste da Saxônia e no leste da Turíngia, foi prometido para a Casa Wettin.

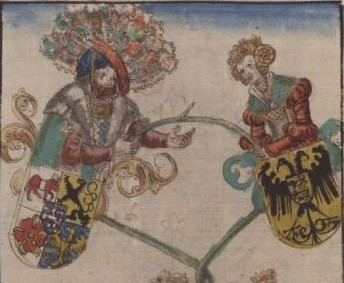
Alberto II e Margarida da Sicília, em uma ilustração do século XV

Os notáveis vícios e defeitos de Alberto, a falta de qualquer senso de família e a prodigalidade desenfreada, provocaram, porém, logo em seguida, complicações com seus parentes mais próximos, que assumiram proporções crescentes. Primeiro, ele levantou a mão contra seu irmão Teodorico, depois contra seu próprio pai e, logo em seguida, forçou sua esposa a fugir de Wartburg em 24 de junho de 1270 e ir para Frankfurt am Main, devido ao tratamento indigno que lhe dispensava. Margarida deu ao conde três filhos e uma filha; antes mesmo de sua fuga, ele já havia gerado uma filha, Isabel, em 1269, e um filho, Alberto ("Apitz"), em 1270, com uma das damas de companhia dela, Cunegunda de Eisenberg, e a própria amante foi elevada à condição de esposa de Alberto quando a condessa morreu em 8 de agosto do mesmo ano em Frankfurt am Main.
Mas a paz não voltou à casa do conde, justamente porque os erros mencionados de Alberto se tornavam cada vez mais evidentes. Sobretudo devido à sua propensão para o esbanjamento, ele entrou em conflito com um após o outro de seus filhos do primeiro casamento, Henrique, Frederico e Teodorico. O primogênito, que era casado com uma filha do duque Henrique III da Silésia, desapareceu da Turíngia em 1283 e seus rastros se perderam na corte da Silésia, em Breslau. Os dois filhos mais novos, Frederico e Teodorico foram criados por seu tio, Teodorico de Landsberg.
Alberto casou com Cunigunda em 1274 e fez com que o rei legitimasse o filho que teve com ela, Apitz (Alberto). Quando Alberto planejou deixar para Apitz, o condado da Turíngia e compensar seus dois filhos do primeiro casamento, somente com a Osterland (que era herança de sua mãe), e o condado palatino da Saxônia, eles iniciaram uma guerra contra seu pai. Frederico foi capturado por seu pai e ficou preso no castelo de Wartburg. Porém, fugiu um ano depois e continuou a guerra contra seu pai, juntamente com Teodorico. Durante este tempo, em 1284, seu tio Teodorico de Landsberga morreu, deixando um filho, Frederico Tuta e quatro anos depois, em 1288, Henrique, o Ilustre, pai de Alberto, também morreu. Estas mortes aumentaram as disputas familiares.
Com a morte de seu pai, Alberto tornou-se marquês de Meissen, enquanto o seu sobrinho Frederico Tuta, filho de Teodorico de Landsberg, herdou o marquesado da Lusácia, que foi vendida pelo filho de Alberto, Teodorico em 1303. A divisão da herança provocou uma amarga disputa entre Alberto e seu filho Frederico, na qual o pai ficou temporariamente prisioneiro do filho. As finanças arruinadas do marquês são a causa incessante dessa confusão.

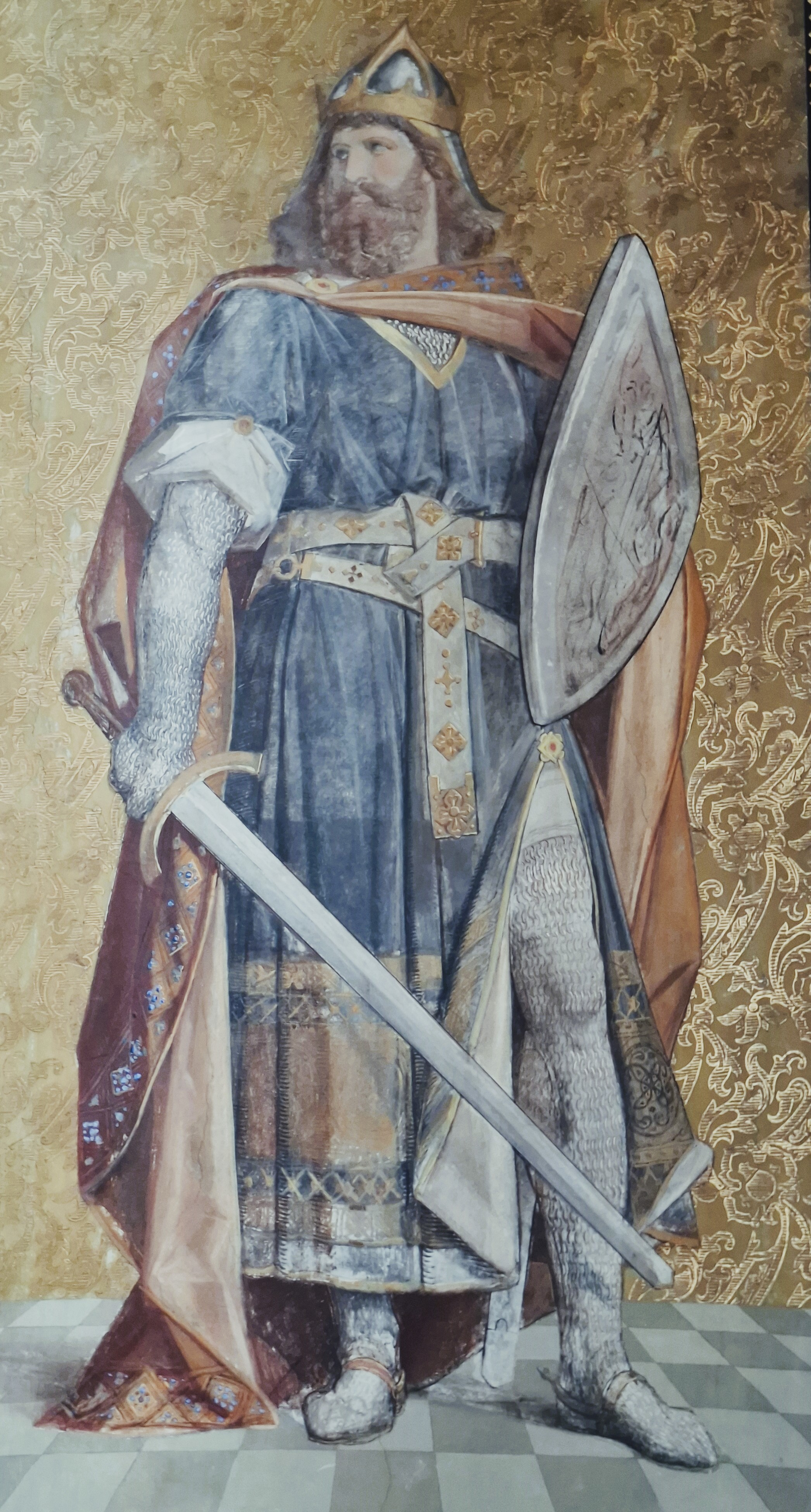
Alberto II. Pintura mural de Anton Dietrich (1833–1904) no Castelo de Alberto, em Meissen

Nessa época (1289–1290) ocorreu a aparição do Rei dos Romanos, Rodolfo, na Turíngia, que tinha, entre outros, o objetivo de restaurar a ordem no país em ruínas; a atividade do rei também contribuiu para o estabelecimento ou fortalecimento da paz na Casa Wettin e, especialmente, na casa do conde. Além disso, o conde continuou com seu estilo de vida. Em 1290, ele se casou pela terceira vez com Isabel de Orlamünde, herdeira de Nordhalben, viúva do senhor Oto de Lobeck-Arnshaug, após a morte de sua segunda esposa, Cunigunda de Eisemberg em 31 de outubro de 1286. Seu filho Apitz, do segundo casamento, foi aparentemente legitimado pelo rei Rodolfo e, com a aprovação dos irmãos mais velhos, recebeu o domínio de Tenneberg. O próprio Alberto, porém, foi forçado pelo conde palatino Frederico, que se considerava guardião dos interesses de sua casa, a renunciar a grande parte dos direitos sobre terras e pessoas no Tratado de Eisenach (1 de janeiro de 1289), sob os olhos do rei Rodolfo.
No entanto, logo após a saída do rei Rodolfo da Alemanha Central, ocorreu um acontecimento que destruiu completamente a paz que havia sido alcançada com muito esforço na Turíngia e na casa dos Wettin. O neto de Henrique, o Ilustre, sobrinho do conde Alberto, Frederico Tuto, marquês de Meissen e Landsberg, morreu em agosto de 1291 sem deixar descendentes, e a disputa por sua herança foi o que provocou, com a culpa especial de seu tio Alberto, um complô que superou em importância e alcance todos os anteriores. Inicialmente, porém, chegou-se a um acordo pacífico entre o pai e os dois filhos, no qual, pelas razões acima mencionadas, Alberto teve que se contentar com a parte menor. Mas suas necessidades financeiras inesgotáveis o levaram a violar esse acordo.
Para obter dinheiro, ele vendeu a parte que lhe cabia aos condes de Brandemburgo. Entretanto, o conde Adolfo de Nassau havia sido elevado ao trono alemão como sucessor do rei Rodolfo I da Germânia, que desde o início voltou sua atenção para as terras dos Wettin, ou seja, a herança do recém-falecido marquês Frederico Tuto, Meissen e Osterland, que ambos os filhos de Alberto haviam dividido entre si. Baseando-se nos princípios do direito feudal imperial, ele considerava Meissen e Osterland como feudos caducados e os irmãos Frederico e Teodorico como senhores ilegítimos dessas terras, como usurpadores. Mas o rei também incluiu o condado da Turíngia em seus planos, sem poder fundamentar um direito semelhante sobre ele. Nesse seu desejo, ele contava com a falta de princípios e a necessidade de dinheiro do conde Alberto, que, além disso, se sentia prejudicado por seus dois filhos naquela divisão. E assim, ele realmente se deixou convencer a fazer um acordo com o rei, no qual, por uma quantia desproporcionalmente baixa, cedeu a ele seu principado da Turíngia em caso de sua morte, sem considerar o direito indiscutível de herança de seus dois filhos mencionados. Aliás, esse contrato não impediu o conde de fazer logo em seguida um acordo com seu filho Teodorico (em Triptis, em 1293), que tinha como objetivo, na intenção deste último, antecipar-se às intenções do rei em relação à Turíngia.
Entretanto, Adolfo começou a executar as reivindicações do Império sobre Meissen e Osterland. Como é sabido, ele realizou duas campanhas militares contra esses territórios e os conquistou: a resistência dos irmãos Frederico e Teodorico foi em vão. O rei também já havia colocado as mãos sobre a Turíngia e agia como senhor e soberano na região. A última hora da casa de Wettin parecia ter chegado, e era evidente que a culpa por isso era principalmente de Alberto.

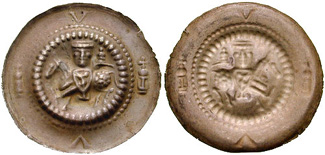
Alberto, o Degenerado (1288–1307), marquês de Meissen e conde da Turíngia, bracteata de cavaleiro, cunhada em Gota

A queda e morte do rei Adolfo I de Nassau na Batalha de Göllheim e a ascensão do rei Alberto I pareciam trazer uma reviravolta nessa confusão. Os filhos do conde esperavam, com essa oportunidade, recuperar de forma amigável a posição que haviam perdido e, aliás, estavam decididos a reivindicá-la com violência, se necessário. No que diz respeito a Meissen e Osterland, o sucessor do rei Adolfo, o rei Alberto I, manteve a política de seu antecessor no reino, mas deixou de lado, pelo menos por enquanto, as reivindicações sobre a Turíngia. Nestas circunstâncias, o conde Alberto aproximou-se novamente de seus filhos e chegou-se a um acordo: ele lhes cedeu o domínio de fato sobre a Turíngia. Ele não tinha mais motivos para não considerá-los seus herdeiros: ao que parece, ele via seu antigo contrato com o rei Adolfo somente como um contrato celebrado com a pessoa daquele rei, e não com o império; de qualquer forma, o valor da compra já havia sido gasto há muito tempo.
No entanto, não demorou muito para que o rei Alberto, no contexto de sua política imperial e doméstica, se lembrasse dos direitos adquiridos pelo rei Adolfo sobre o condado da Turíngia. O conde foi convocado (1306) para a dieta imperial em Fulda e, diante da insistência do rei, não teve outra escolha senão reconhecer os direitos do império sobre a Turíngia e assumir compromissos que, entre outras coisas, deveriam garantir ao rei o ponto mais forte do país, ou seja, o castelo de Wartburg. O rei agora pensava em expulsar à força os filhos do condado de suas posições na Turíngia. Mas Alberto já não estava mais disposto a cumprir a palavra dada ao rei. A voz da natureza parece ter finalmente prevalecido nele: ele passou a apoiar totalmente seus filhos oprimidos, Frederico e Teodorico. Concedeu ao conde palatino Frederico o castelo de Wartburg e reconheceu solenemente o direito de herança do mesmo no tratado de 18 de janeiro de 1307. E quando o rei, após a derrota de suas tropas em Lucka, se preparou novamente para uma campanha militar na Turíngia, o conde decidiu, para se salvar da situação embaraçosa que ele mesmo criara, retirar-se completamente da cena pública e deixar que seus dois filhos fizessem valer seus direitos.
Isso equivalia a uma abdicação, embora ele mantivesse nominalmente o título de conde e os direitos soberanos a ele associados. Isso deve ter ocorrido no final de julho ou início de agosto de 1307. Ele escolheu a cidade de Erfurt, uma área neutra, por assim dizer, como refúgio, onde passou a estabelecer sua modesta corte. Não se sabe ao certo se sua esposa o seguiu para lá. No interesse de sua casa, foi sem dúvida a decisão mais sábia que ele poderia ter tomado, embora, ao mesmo tempo, fosse uma autocondenação que, no final das contas, merece mais reconhecimento do que a teimosa insistência em manter uma posição que se tornara insustentável. Enquanto seu filho Frederico, o Corajoso, com verdadeiro espírito heroico, lutou pela existência de sua casa e finalmente saiu vitorioso, o conde Alberto ainda viveu por sete anos em Erfurt, nem sempre de maneira principesca: um de seus notáveis vícios, a incapacidade de manter sua casa com seus recursos, não o abandonou até seu último suspiro. Ele morreu em 13 de novembro de 1314. Seu favorito Apitz, casado com uma filha da dinastia de Frankenstein, o precedeu na morte (1310), sem deixar herdeiros. Sua esposa Isabel, muito mais jovem, sobreviveu a ele por mais de um ano.

## Casamentos e descendentes
Alberto casou-se três vezes:
Seu primeiro casamento foi em 1254 ou 1255 com Margarida de Staufen, filha do imperador Frederico II. Desse casamento nasceram os seguintes filhos:
- Henrique (21 de março de 1256 − entre 25 de janeiro e 23 de julho de 1282)
- Frederico, o Corajoso (1257–1323)
- Teodorico IV, chamado Diezmann (por volta de 1260 − provavelmente em 10 de dezembro de 1307)
- Margarida (mencionada em documento de 17 de abril de 1273)
- Inês (antes de 1264 − após setembro de 1332), casou-se antes de 1284 com Henrique de Brunswick-Luneburgo e foi mãe da futura imperatriz bizantina Irene Alemanna.

Após 1270, Alberto casou-se com sua então amante Cunegunda de Eisenberg (morta em 31 de outubro de 1286). Deste casamento nasceram:
- Apitz (Alberto) (antes de 1270 − após 27 de janeiro de 1301, o mais tardar em 1305), senhor de Tenneberg em 1290
- Isabel (antes de 1270 − após 23 de abril de 1326), casou-se antes de 11 de abril de 1291 com Henrique II de Frankenstein (morto entre 23 de abril de 1326 e 25 de março de 1327)

Antes de 1 de outubro de 1290, Alberto casou-se com Isabel de Arnshaugk, nascida de Orlamünde (morta após 24 de março de 1333). Este casamento não teve filhos.

## Representação ficcional
- Bernd Kaufmann:
  - Der Verleumdete. A história do conde Alberto II da Turíngia. Primeiro livro: Margareta BKP-Verlag GmbH, Zweibrücken 2009, ISBN 978-3-9813424-0-6
  - Der Verleumdete. A história do conde Alberto II da Turíngia. Segundo livro: Krieg der Söhne BKP-Verlag GmbH, Zweibrücken 2011, ISBN 978-3-9813424-3-7.